# Luzia Paramés
Luzia Paramés (n. Lisboa, 16 de Julho) é uma actriz portuguesa, oriunda do Curso de Formação de Actores da Comuna-Teatro de Pesquisa, com direcção de João Mota

## Carreira
TV
- 1984 - Antígona ... Antígona
- 1984 - Armando ... Rosa
- 1984 - Gaveta dos Sonhos
- 1985 - Teatro de Cordel
- 1985 - Zarabadim ... Bailarina
- 1986 - Sebastião Come Tudo
- 1987 - Duarte & C.a
- 1988 - A Mala de Cartão
- 1991 - O Beijo de Judas[1]
- 1993/1994 - Sozinhos em Casa ... Glória
- 1994 -  Filomena Marturano ... Diana
- 2000/2002 - Super Pai  (TVI) Dulce
- 2002 - O Último Beijo Luísa
- 2006 - Doce Fugitiva (TVI) Madre Marta
- 2008 - Liberdade 21
- 2011 -  Maternidade (RTP) ... Lídia (1 episódio)
- 2011 - Laços de Sangue (SIC)... Diretora da creche
- 2014 - Mulheres ... Médica

Teatro
- “Carnival - Comei as vossas crianças” | Produções Acidentais
- 2011 - “O Teatro Cómico” | Festival de Teatro de Almada
- “A Visita” | Teatro Nacional D. Maria II
- “Troilo e Créssida” | Companhia de Teatro de Almada
- “A Mãe” | Companhia de Teatro de Almada
- “Tudo ao Troncário” | Teatro de Objectos
- “Viriato” | Festival Internacional de Teatro Clássico de Mérida
- “A Casa da Boneca” | Companhia Teatral do Chiado
- “Tragicomédia Pastoril da Serra da Estrela” | Teatro das Beiras
- “Dor e Sonho” | Teatro das Beiras
- “A Arte da Comédia” | Teatro das Beiras
- “A Festa da Mimi” | Comuna, Teatro de Pesquisa
- “Vaudeville e Volto a Pé” | Produções Acidentais
- “Ética, Estética, Métrica, Tétrica” |Produções Acidentais
- “Cervantes” | Festival de Teatro Clássico de Alcalá de Henares
- “Othello” | Companhia de Teatro de Almada
- “La Musica”  | Companhia de Teatro de Almada
- “D. Quixote” | Companhia de Teatro de Almada
- “Dias Inteiros nas Árvores” | Companhia de Teatro de Almada
- “Felicidade e Erva-Doce” | Companhia de Teatro de Almada
- “D. Filipa de Vilhena” | Companhia de Teatro de Almada
- “Lusos da Ribalta" | Companhia de Teatro de Almada
- “As Artimanhas de Scapin” | Companhia de Teatro de Almada
- “As Suplicantes” | Companhia de Teatro de Almada
- “Dona Rosinha a Solteira” | Companhia de Teatro de Almada
- “Afonso VI” | Companhia de Teatro de Almada
- “A Vida é Sonho” | Teatro Ibérico
- “Teatro de Cordel” | Teatro Experimental do Porto
- “Ubu Português” | Novo Grupo – Teatro Aberto
- “Quero o meu Victor a cores" | Comuna, Teatro de Pesquisa
- “A Castro” | Comuna, Teatro de Pesquisa
- * “Não fui eu, foram eles" | Comuna, Teatro de Pesquisa
- “A Viagem” | Comuna, Teatro de Pesquisa
- “Caras ou Coroas" | O Bando
- 1986 - 2002 Odisseia no Terreiro do Paço - Teatro Aberto
- 1988 - D. Filipa de Vilhena